# Parco eolico di Fowler Ridge

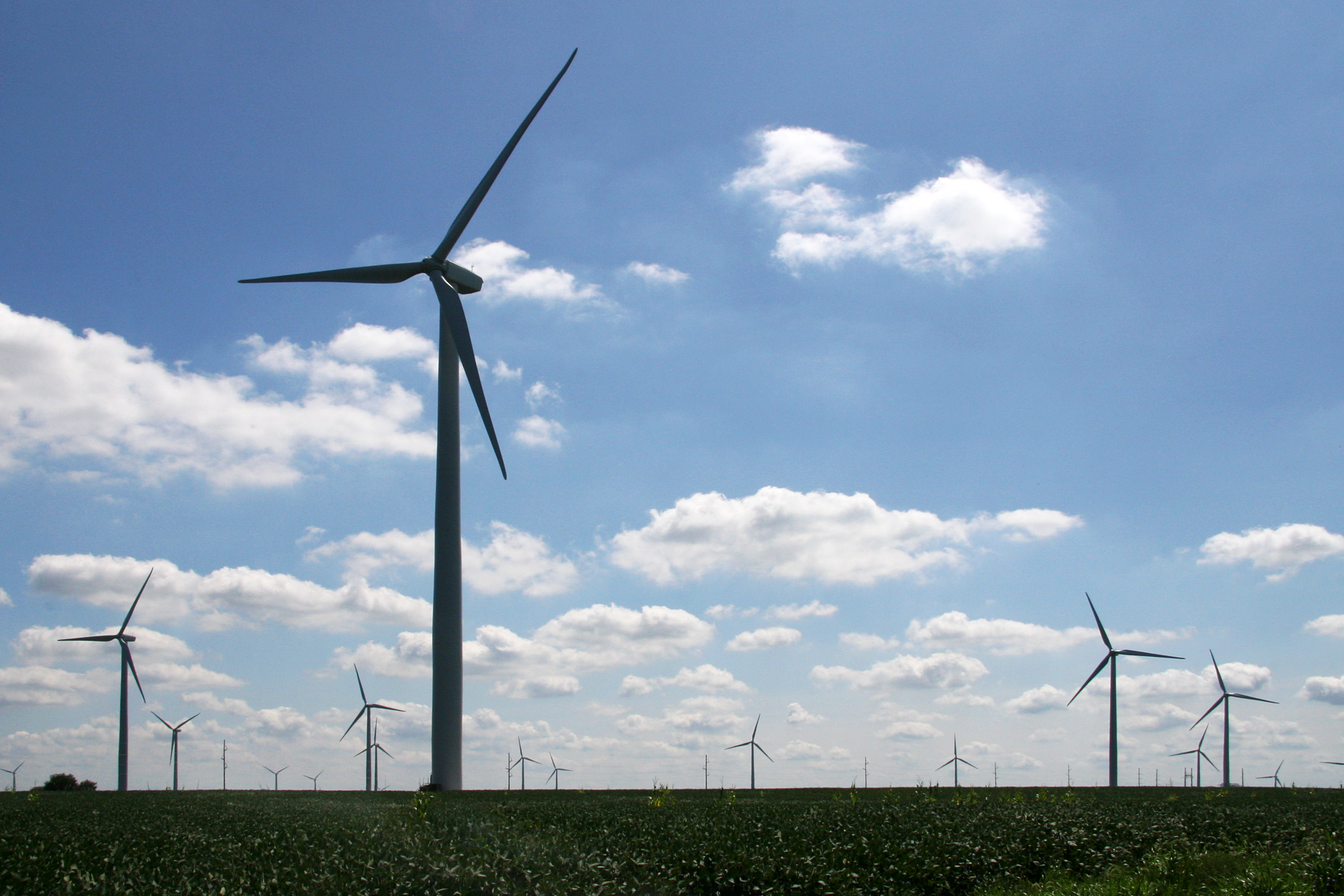
Il Fowler Ridge Wind Farm

Il parco eolico di Fowler Ridge è un parco eolico statunitense in costruzione nella contea di Benton, circa 90 miglia a nord-ovest di Indianapolis. 
Il progetto sarà completato in due fasi e avrà una massima potenza generativa di 750 MW. La prima fase del progetto consiste in 222 turbine eoliche, 182 turbine V82-1.65 MW della Vestas e 40 Clipper C-96 2,5 MW, queste turbine porteranno 400 MW dei 750 dell'intero progetto per la fine del 2008. La fase 2 (350MW) comincerà all'inizio del 2009.